# 캐이틀린 와치스
캐이틀린 와치스(Caitlin Wachs, 1989년 3월 15일 ~ )는 미국의 텔레비전 배우, 영화배우이다.
유진에서 태어났다.

## 방송
- 커맨더 인 치프

## 영화
- 엔드리스 범머 (2009년)
- 비니스 더 블루 (2009년)
- 마스터즈 오브 호러 시즌 2 에피소드 5 - 프로-라이프 (2006년) - 안젤리크 버셀 역
- 키즈 인 아메리카 (2005년) - 케이티 카마이클 역
- 커맨더 인 치프 (2005년) - 레베카 캘러웨이 역
- 형사 가제트 2 (2003년)
- 에어 버드 4 (2002년)
- 에어 버드 3 (2000년)
- 마이 독 스킵 (2000년)
- D-13 (2000년)
- 샤일로 2 (1999년)
- 실종 (1996년)
- 프로파일러 (1996년)
- 비앤비 (1987년)